# Regetovka
Regetovka, russinisch Реrетiвка/Rehetiwka (bis 1927 slowakisch auch „Redetúvka“; ungarisch Regettő) ist eine Gemeinde im Osten der Slowakei mit 52 Einwohnern (Stand 31. Dezember 2024). Sie gehört zum Okres Bardejov, einem Kreis des Prešovský kraj, und wird zur traditionellen Landschaft Šariš gezählt.

## Geographie
Die Gemeinde befindet sich im nördlichen Teil der Niederen Beskiden, am Ostrand des Kleingebirges Busov, im Tal des Baches Regetovská voda im Einzugsgebiet der Topľa, nahe der Staatsgrenze zu Polen. Das Ortszentrum liegt auf einer Höhe von 472 m n.m. und ist 17 Kilometer von Bardejov entfernt (Straßenentfernung).
Nachbargemeinden sind Becherov im Norden und Nordosten, Chmeľová im Osten, Südosten und Süden, Stebnícka Huta im Südwesten und Westen und Uście Gorlickie (Ortschaft Regietów, PL) im Nordwesten.

## Geschichte
Regetovka wurde zum ersten Mal 1598 schriftlich erwähnt und lag damals in der Herrschaft von Makovica. Im 17. Jahrhundert gab es eine Säge im Ort.
1787 hatte die Ortschaft 36 Häuser und 196 Einwohner, 1828 zählte man 46 Häuser und 358 Einwohner, die als Viehhalter und Waldarbeiter beschäftigt waren. Um die Mitte des 19. Jahrhunderts wanderten viele Einwohner aus, in dieser Zeit besaß die Familie Erdődy die Ortsgüter. Während der Winterschlacht in den Karpaten in den ersten Monaten des Ersten Weltkriegs besetzten russische Truppen kurzzeitig den Ort.
Bis 1918 gehörte der im Komitat Sáros liegende Ort zum Königreich Ungarn und kam danach zur Tschechoslowakei beziehungsweise heute Slowakei. In der Ersten Tschechoslowakischen Republik waren die Einwohner vorwiegend als Landwirte und Waldarbeiter tätig. Nach dem Zweiten Weltkrieg pendelte ein Teil der Einwohner zur Arbeit in Industriebetriebe in Bardejov, andere arbeiteten als privat agierende Landwirte, nachdem die 1951 gegründete Einheitliche landwirtschaftliche Genossenschaft (Abk. JRD) im Jahr 1953 wieder aufgelöst wurde.
Heute lebt die Gemeinde vor allem vom Wintertourismus, mit Skipisten, fünf Skiliften und einem kleinen Langlaufgebiet.

## Bevölkerung
| Jahr                | 1994 | 2004     | 2014     | 2024     |
| ------------------- | ---- | -------- | -------- | -------- |
| Anzahl der Personen | 22   | 18       | 30       | 52       |
| Unterschied         |      | −18,18 % | +66,66 % | +73,33 % |

| Jahr                | 2023 | 2024    |
| ------------------- | ---- | ------- |
| Anzahl der Personen | 53   | 52      |
| Unterschied         |      | −1,88 % |

Nach der Volkszählung 2011 wohnten in Regetovka 28 Einwohner, davon 22 Slowaken und fünf Russinen. Ein Einwohner machte keine Angabe zur Ethnie.
14 Einwohner bekannten sich zur griechisch-katholischen Kirche, sechs Einwohner zur römisch-katholischen Kirche und zwei Einwohner zur orthodoxen Kirche. Vier Einwohner waren konfessionslos und bei zwei Einwohnern wurde die Konfession nicht ermittelt.

## Bauwerke
- griechisch-katholische Demetriuskirche im historisierenden Stil aus dem Jahr 1893[6]

## Verkehr
Nach Regetovka führt nur die Straße 3. Ordnung 3506 von Chmeľová (Anschluss an die Straße 2. Ordnung 545) heraus.